# Hygrohypnum ochraceum
Hygrohypnum ochraceum là một loài Rêu trong họ Amblystegiaceae. Loài này được (Turner ex Wilson) Loeske mô tả khoa học đầu tiên năm 1903.